# Tuloy FC
Der Tuloy Football Club ist ein philippinischer Fußballverein aus Alabang, Muntinlupa. Aktuell spielt der Verein in der höchsten Liga des Landes, der Philippines Football League.

## Geschichte
Der Verein wurde 2023 gegründet. Eigentümer ist die Tuloy Foundation. 2023 nahm die Mannschaft am PFL Cup teil. Seit 2024 spielt der Verein in der ersten Liga, der Philippines Football League.

## Stadion
Seine Heimspiele trägt der Tuloy Football Club im XO Field for Extraordinary Kids in Alabang, Muntinlupa, aus. Das Stadion hat ein Fassungsvermögen von 1000 Personen.

## Trainerchronik
Stand: Februar 2024
| Trainer         | Nation | von            | bis |
| --------------- | ------ | -------------- | --- |
| Taketomo Suzuki | Japan  | 1. Januar 2024 |     |